# Jüdische Gemeinde Lechenich

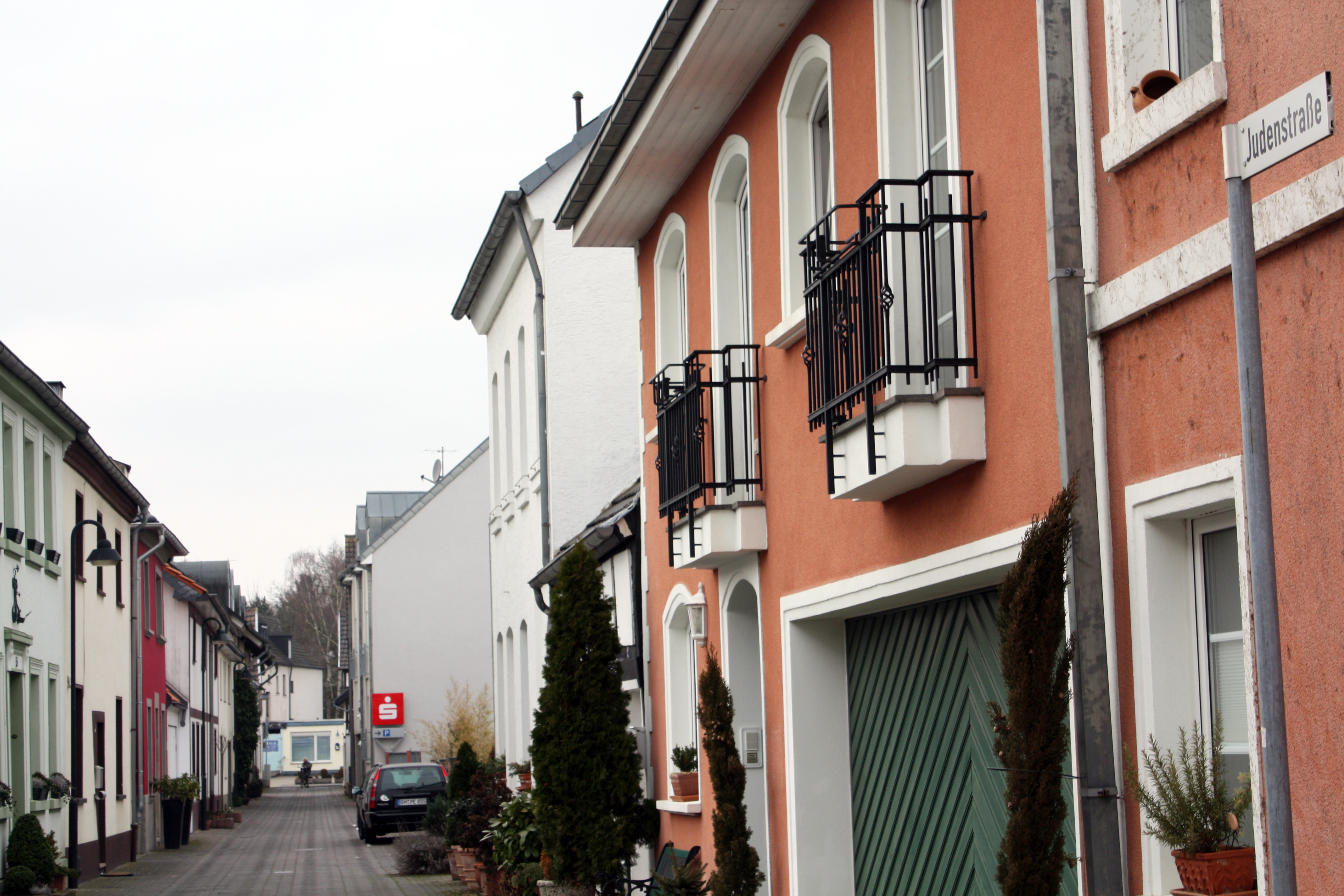
Die Judenstraße der alten Stadt

Die Geschichte der jüdischen Gemeinde Lechenichs, einer Kleinstadt etwa 20 km westlich von Köln, umfasst einen Zeitraum von etwa 700 Jahren. Sie beginnt im 13. Jahrhundert und endet 1942. Die Blütezeit der jüdischen Gemeinde lag am Ende des 19. Jahrhunderts. Durch die Judenverfolgung der Nationalsozialisten wurde das jüdische Leben in Lechenich restlos zerstört.

## Mittelalter bis Ende des 18. Jahrhunderts
Schon im 13. Jahrhundert bestand in Lechenich, das 1279 Stadtrechte erhielt, eine jüdische Gemeinde. Als im Jahre 1287 das Gerücht aufkam, die Juden hätten den „Guten Werner“ ermordet, kam es zu einer Judenverfolgung im ganzen Heiligen Römischen Reich Deutscher Nation. Nach dem Memorbuch der jüdischen Gemeinde Nürnberg sollen etwa 46 Juden in Lechenich umgekommen sein. Auch von der Judenverfolgung im Jahre 1349 und der Verfolgung im Jahre 1374 waren die Juden in Lechenich betroffen.
In den folgenden Jahrhunderten blieb die Gemeinde bestehen. Lechenich gehörte zum Kurfürstentum Köln und die Juden in Lechenich waren Schutzjuden des Kurfürsten und Erzbischofs, die ihm für einen „Geleitbrief“ Schutzgeld zahlten. Diese Schutzgeldzahlungen sind schon für 1366 belegt. In Lechenich befand sich die Synagoge für alle Juden des Amtes Lechenich. Im 17. und 18. Jahrhundert lag sie in der Judenstraße. Sie war ein Gebetsraum in einem Wohnhaus, zu dem unter dem Anbau eine Mikwe gehörte.
Die Juden in Lechenich waren Viehhändler, aber auch Geldverleiher. Einige waren wohlhabend, andere verarmt und zogen als Hausierer über die Dörfer der Umgebung.

## 19. und frühes 20. Jahrhundert
1801 hatte Lechenich etwa 1.070 Einwohner, davon 41 Juden, etwa 3,8 % der Bevölkerung. Sechs waren Händler, einer war Metzger und einer ohne Berufsangabe bezeichnete sich als arm.
Ende des 19. Jahrhunderts erlebte die jüdische Gemeinde eine Blütezeit. Die Juden waren gleichberechtigte Bürger, leisteten Militärdienst, waren Mitglieder im Gemeinderat, in Vereinen, und auch aktiv im Karneval. Der Berliner Baron Georg von Bleichröder, Pferdezüchter und Besitzer des Lechenicher Schlosses, gehörte zur jüdischen Gemeinde.
Die Gemeinde war im Laufe des 19. Jahrhunderts stark gewachsen. Ihr Anteil an der Gesamtbevölkerung stieg von 2,91 % im Jahre 1860 auf 3,71 % im Jahre 1872. Durch die Abwanderung in die Städte, vor allem nach Köln, war der jüdische Einwohneranteil im Jahre 1901 auf 2,71 % gesunken.

## Die Synagoge als Zentrum der Gemeinde

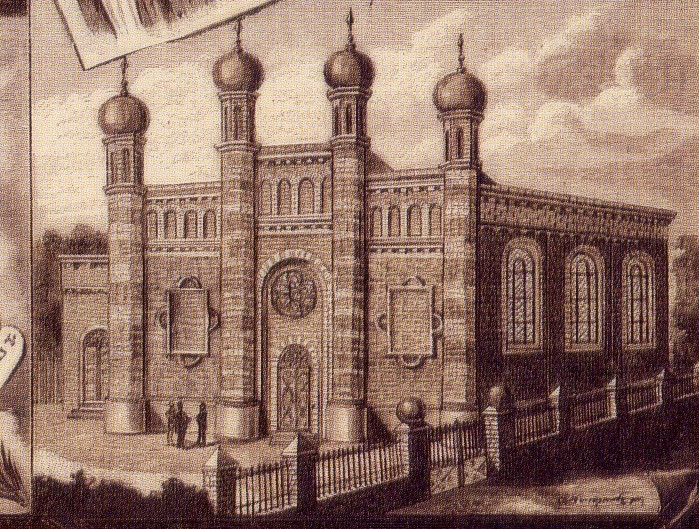
Die Lechenicher Synagoge

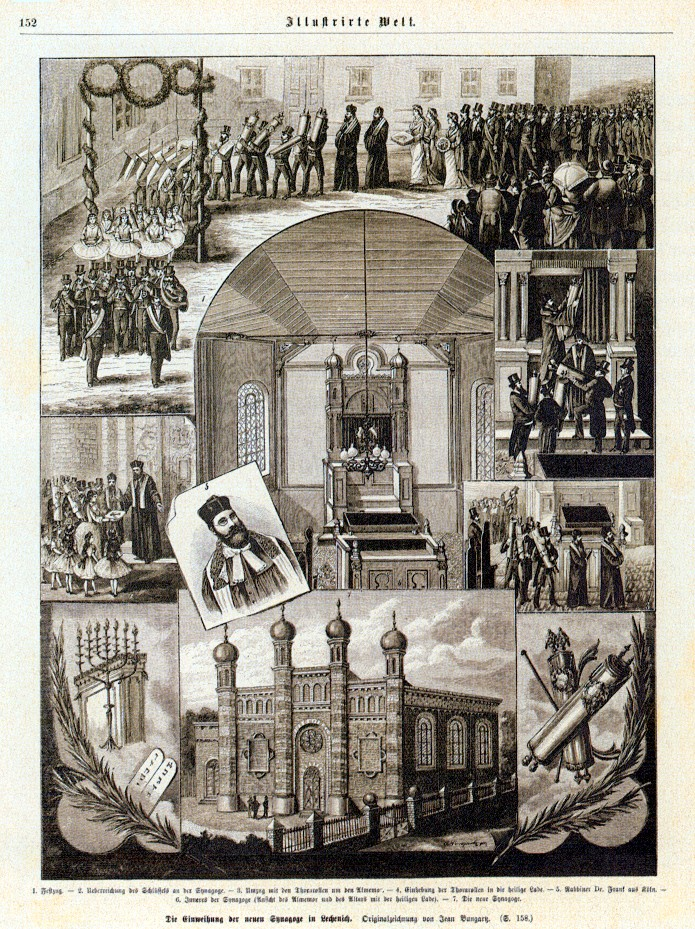
Einweihung der Synagoge in Lechenich, Zeichnung von Jean Bungartz, Zeitschrift Illustrirte Welt, 1886

Die Synagogengemeinde Lechenich bestand aus drei Spezialgemeinden, der Spezialgemeinde Lechenich, der Spezialgemeinde Gymnich und der Spezialgemeinde Friesheim. Nach dem Statut von 1848 gehörten zur Spezialgemeinde Lechenich die Ortschaften Lechenich, Erp, Blessem, Liblar, Bliesheim und Roggendorf, heute Kierdorf, zur Spezialgemeinde Gymnich die Ortschaften Gymnich und Dirmerzheim, zur Spezialgemeinde Friesheim die Ortschaft Friesheim. Max Berg war der letzte Synagogenvorsteher in Lechenich. Er übte das Amt seit 1913 aus.
Der Gebetsraum in dem im 17. Jahrhundert errichteten Wohnhaus in der Judenstraße wurde von der Gemeinde auch im 19. Jahrhundert bis zum Bau einer neuen Synagoge benutzt. Die neue Synagoge in der Judenstraße auf der gegenüberliegenden Straßenseite wurde am 10. September 1886 in einer feierlichen Zeremonie eingeweiht, bei der Rabbiner Abraham Frank aus Köln die Festansprache hielt. Die Synagoge, ein Ziegelsteinbau mit vier Türmen, bot Platz für 60 Männer und 36 Frauen.

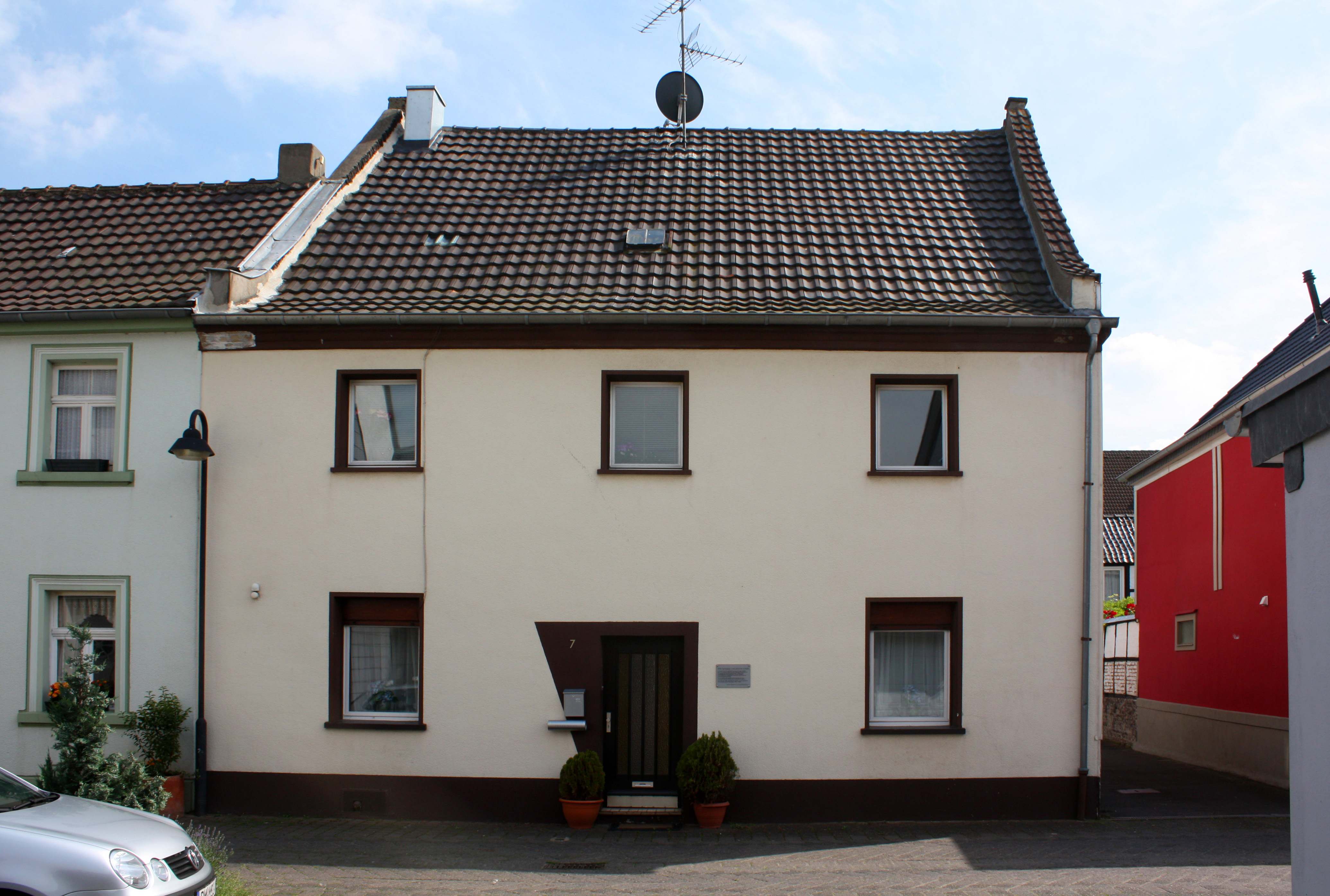
Erhaltenes Bethaus, Judenstraße 7

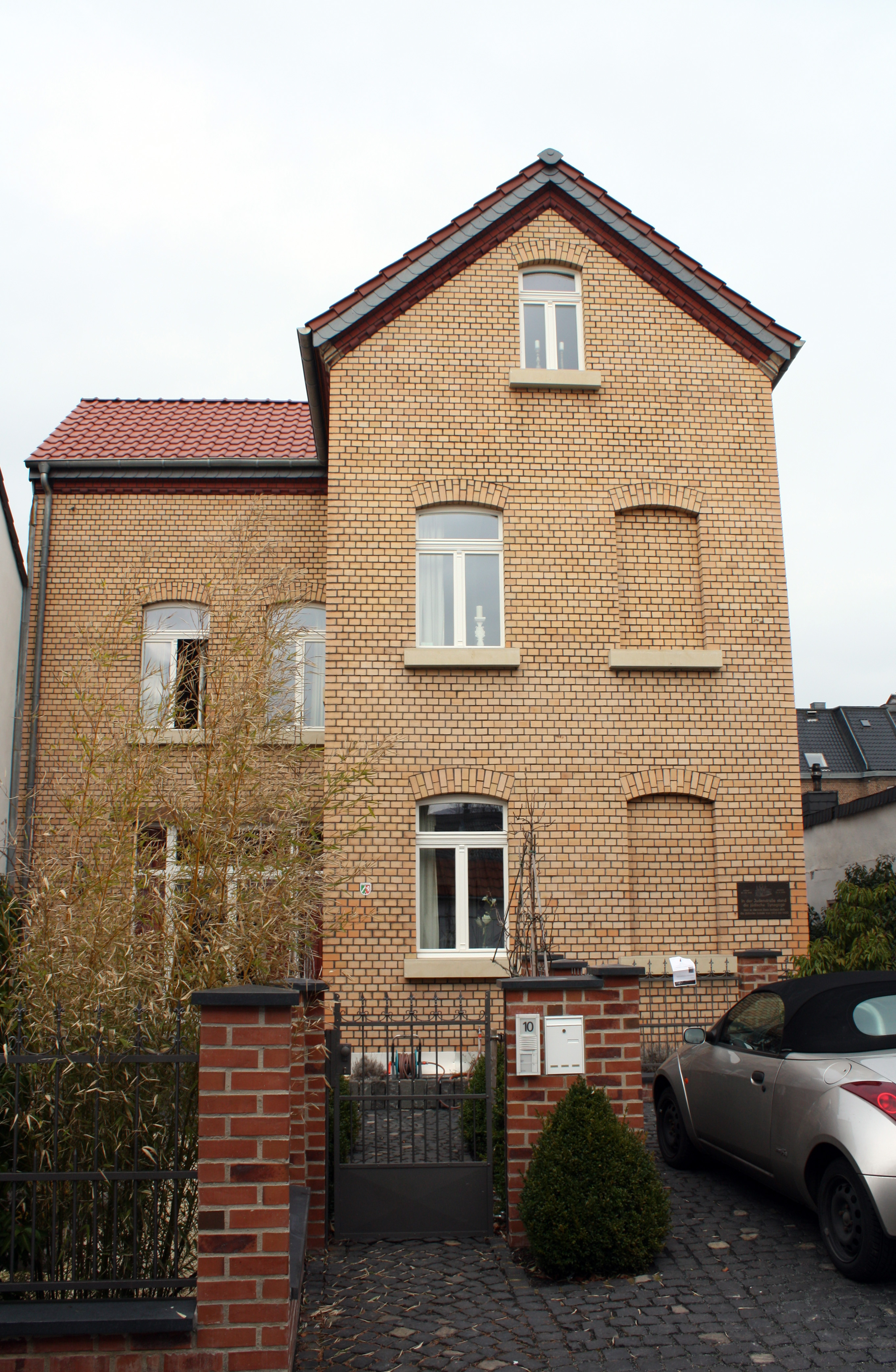
Restaurierte ehemalige jüdische Schule in der Judenstraße

Neben der Synagoge wurde 1905 eine Schule errichtet, von der man durch einen separaten Eingang zum Baderaum im Keller kam. Wegen zu geringer Schülerzahl und aus finanziellen Gründen wurde die Schule 1920 geschlossen. Die jüdischen Kinder besuchten dann die katholische Schule, einige auch vier Jahre die Höhere Schule in Lechenich. Während des katholischen Religionsunterrichts hatten die jüdischen Kinder frei. Sie erhielten ihren Religionsunterricht durch jüdische Lehrer von auswärts. Einige Eltern schickten ihre Kinder nach Köln zum Besuch des jüdisch orthodoxen Realgymnasiums Jawne oder der jüdisch orthodoxen Volksschule in der St. Apern-Straße, an die heute der Erich-Klibansky-Platz erinnert.

## 1933 bis 1938
Zu Beginn der Herrschaft des Nationalsozialismus hatte Lechenich 3990 Einwohner, davon waren 74 Juden, das entspricht 1,8 % der Gesamteinwohnerschaft. Von den 16 jüdischen Haushaltsvorständen waren zwei Kaufleute, drei Metzger, ein Pferdehändler, drei Viehhändler, zwei Lederwarenhändler, ein Anstreicher, ein Synagogendiener, eine Witwe mit Adoptivsohn und eine alleinstehende Frau.
Nach der Machtergreifung durch die Nationalsozialisten 1933 fand schon bald eine Umbenennung einiger Straßen statt. Der Marktplatz hieß nicht mehr Markt, sondern „Adolf-Hitler-Platz“. Die Bonner Straße wurde zur „Hindenburgstraße“, und die Judenstraße, in der die Synagoge stand, wurde zur „Horst-Wessel-Straße“. Die nächsten Maßnahmen diskriminierten die jüdischen Familien: Am 1. April 1933 wurde zum Boykott jüdischer Geschäfte aufgerufen; SA-Wachen zogen auf, um zu überwachen, dass der Boykott eingehalten wurde. Ortsgruppenleiter war Rechtsanwalt Paul Geile, der 1934 Bürgermeister wurde. Ende April erging ein Verbot, Tiere zu schächten. Durch die Maßnahmen der NS-Regierung gegen jüdische Gewerbetreibende verschlechterte sich die wirtschaftliche Lage der Lechenicher Juden.
Die Diskriminierung wurde seit 1935 verstärkt. Nach dem Reichsbürgergesetz waren die Juden keine Vollbürger mehr und durch die Nürnberger Rassegesetze von 1935 und die zusätzliche Kennzeichnung der Namen und Pässe seit 1938 an den Rand der Gesellschaft gedrängt und stigmatisiert.
In den Jahren von 1933 bis 1938 waren die meisten erwachsenen Kinder Lechenicher Familien ausgewandert, nach England, Palästina, Peru, New York und Sao Paulo. Im Sommer 1938 reisten noch drei junge Männer zu ihren Verwandten in die USA. Exakte Angaben zur Emigration sind wegen fehlender Daten nicht möglich, doch bis zum Herbst 1938 waren etwa 25 % der Lechenicher Juden verzogen, davon waren die meisten ausgewandert.

## Der 10. November 1938 in Lechenich
Die Ausschreitungen gegen die Juden, die als Novemberpogrome 1938 bezeichnet werden, begannen in Lechenich am 10. November. Die Anordnung der NS-Führung wurde dem Landrat des Kreises Euskirchen telegrafisch mitgeteilt, der die Anweisung, die Synagogen anzuzünden und jüdische Geschäftshäuser zu demolieren, an Bürgermeister Geile weitergab.
Am Nachmittag drangen SA-Männer in die Synagogen ein und zerstörten die Inneneinrichtung. Die Plünderer griffen sich Gebetsmäntel und Thorarollen und zogen mit den Rollen im Arm durch die Straßen. Mit Benzinkanistern, die Hitlerjungen geholt hatten, wurde die Synagoge angezündet. Die Feuerwehr verhielt sich entsprechend den Anweisungen, nur das Übergreifen der Flammen auf die Nachbarhäuser zu verhindern und den Brand nicht zu löschen, und griff nicht ein. Die Synagoge brannte bis auf die Grundmauern aus. Anschließend demolierten SA und Hitlerjungen die Häuser aller jüdischen Gewerbetreibenden. Fensterscheiben wurden eingeschlagen und Ladeneinrichtungen und Mobiliar auf die Straße geworfen. Eine alte Jüdin erhielt durch einen Spatenhieb eines SA-Mannes eine Kopfwunde.
Auf Anweisung der Gestapo wurden die jüdischen Männer verhaftet und im Amtsgericht eingesperrt. Am folgenden Tag, nach der Freilassung der alten Männer, erfolgte der Transport der arbeitsfähigen jüngeren Männer ins KZ Dachau. Im Dezember kamen die Inhaftierten nach Lechenich zurück.
Nach dem Pogrom verschärfte das NS-Regime die antijüdische Politik mit der Verordnung über den Einsatz des jüdischen Vermögens. Durch die Verordnung zur Ausschaltung der Juden aus dem deutschen Wirtschaftsleben vom 12. November 1938 waren auch in Lechenich jüdische Gewerbebetriebe gezwungen, ihr Gewerbe abzumelden.
Im Frühjahr 1939 erwarb die Gemeinde Lechenich das Grundstück der Synagoge und das Schulgebäude für 7.000 Reichsmark, wie Ortsgruppenführer und Bürgermeister Geile am 28. März 1939 dem Landrat mitteilte. Die Reste der ausgebrannten Synagoge wurden abgerissen und das unbeschädigte Schulhaus in ein Partei-Heim umgewandelt. In dem Klassenraum im Erdgeschoss wurde ein Heim für die Hitlerjugend und in der Lehrerwohnung ein Heim des Bundes Deutscher Mädel eingerichtet.
Das ehemalige Gebetshaus der Juden gegenüber der Synagoge von 1886, das einer jüdischen Familie gehört hatte, ist heute noch bewohnt.
Die jüdische Gemeinde löste sich nach 1938 zunehmend auf. Fast alle jüdischen Familien in Lechenich hatten nach dem Pogrom und dem erzwungenen Verkauf ihres Besitzes den Ort verlassen und waren meist in der nahen Großstadt Köln untergekommen, um sich von dort um die Auswanderung zu bemühen. Ein Antragsteller konnte nach Dänemark ausreisen, und einer Großfamilie gelang die Ausreise nach Kenia. Von fünf in Lechenich gestellten und erteilten Anträgen wurden nur zwei wahrgenommen. Ein Jude reiste nach Trinidad, ein anderer emigrierte ohne seine Familie nach China. Mehreren ausreisewilligen Familien gelang die Ausreise wegen eines fehlenden Bewilligungsbescheides des Einwanderungslandes nicht. Von den Familien, deren Antrag abgelehnt worden war, blieben anschließend nur drei in Lechenich.
Von den 1938 noch in Lechenich lebenden Juden hatten bis zum Ausbruch des Zweiten Weltkrieges über 60 % Lechenich verlassen.

### Der 10. November in Liblar
Auch in dem zur Synagogengemeinde Lechenich gehörenden Liblar, in dem 1938 fünf jüdische Familien wohnten, wurden am 10. November deren Wohnungen und Geschäfte demoliert, wobei ein Jude durch starke Schläge verletzt wurde. Nach dem Novemberpogrom verließen vier Familien ihren Wohnort und zogen nach Köln. Einer Familie gelang es, ihre Tochter mit einem Kindertransport über England nach Palästina zu schicken. Ein altes Ehepaar, das in Liblar zurückgeblieben war, wurde 1941 in ein Judenhaus in Gymnich (Schützenstraße) eingewiesen.

## Die Vernichtung der Juden 1939 bis 1945
Die wenigen Familien, die nach dem Verkauf ihrer Häuser und ihres Besitzes in Lechenich geblieben waren, mussten 1939 in ein „Judenhaus“ ziehen. Die Männer wurden zur Arbeit im Straßenbau zwangsverpflichtet. Im Sommer 1941 wurden die Juden aus Lechenich in „Judenhäuser“ in Friesheim und Gymnich eingewiesen.
Anfang Juli 1942 informierte die „Bezirksstelle Rheinland der Reichsvereinigung der Juden in Deutschland“ die noch in Friesheim und Gymnich lebenden Juden über den bevorstehenden Abtransport. Sie wurden nach Köln gebracht. Von Köln erfolgte die Deportation in die Konzentrationslager im Osten, nach Lodz, Minsk, Riga oder Theresienstadt und in das Vernichtungslager Auschwitz.
Von den deportierten Lechenicher Juden überlebte nur eine Jüdin. Es wurden nach derzeitigem Kenntnisstand ermordet: elf in Minsk, vier in Riga, vier in Auschwitz, drei in Lodz, vier in Theresienstadt, zwei an unbekannten Orten.
Der Pass der Lechenicher Jüdin Edith Baum wird heute in der Gedenkstätte Yad Vashem in Jerusalem gezeigt als Beispiel für die Pässe deutscher Juden.
Von den Liblarer Juden wurden ermordet: drei in Riga, drei in Lodz, eine in Minsk, zwei in Auschwitz. Einer starb im KZ Ramsdorf. Es überlebten zwei Juden in Theresienstadt, von denen einer aus Riga nach Theresienstadt verlegt worden war.

## Gedenken

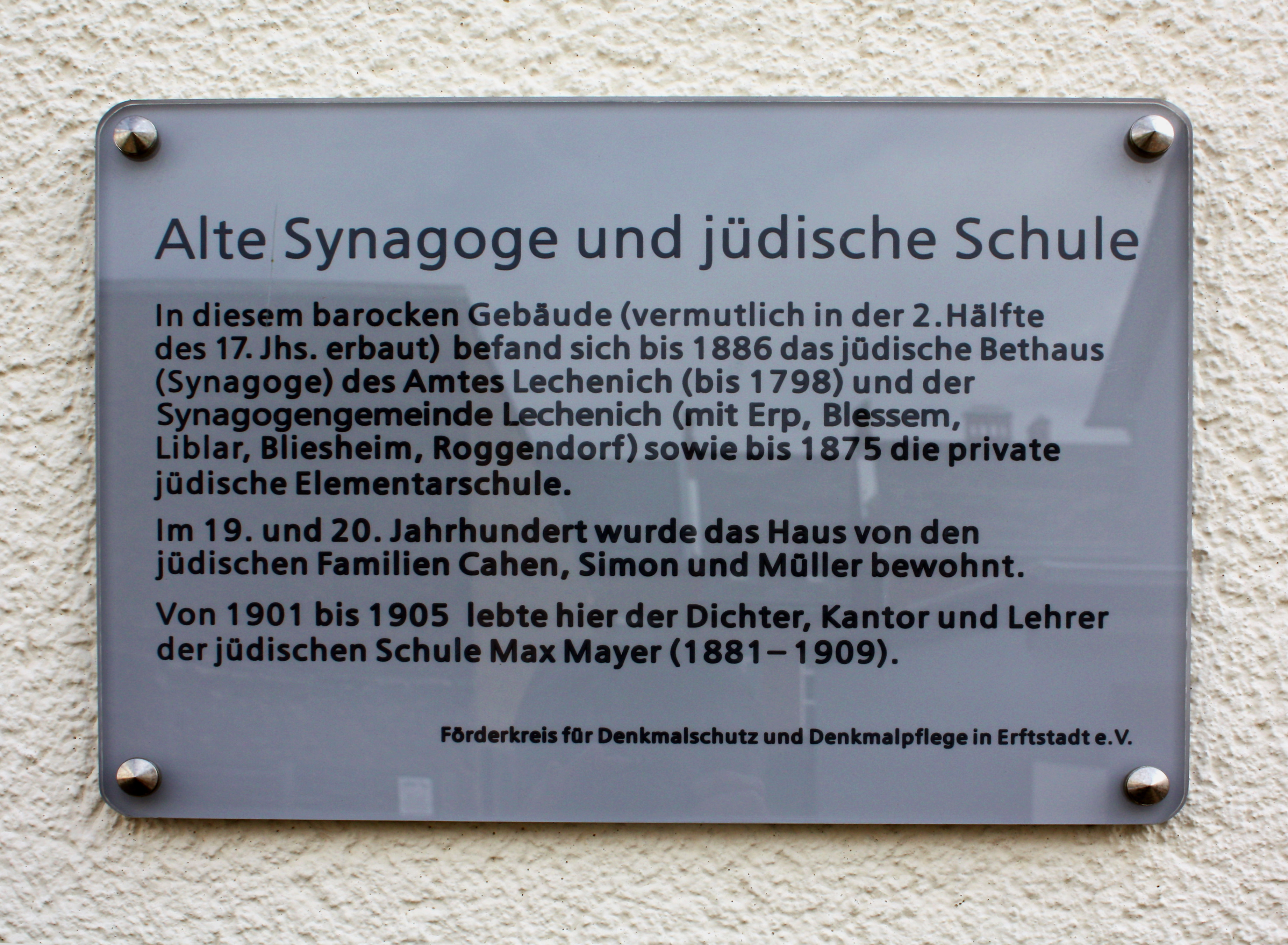
Gedenktafel am ehemaligen Bethaus
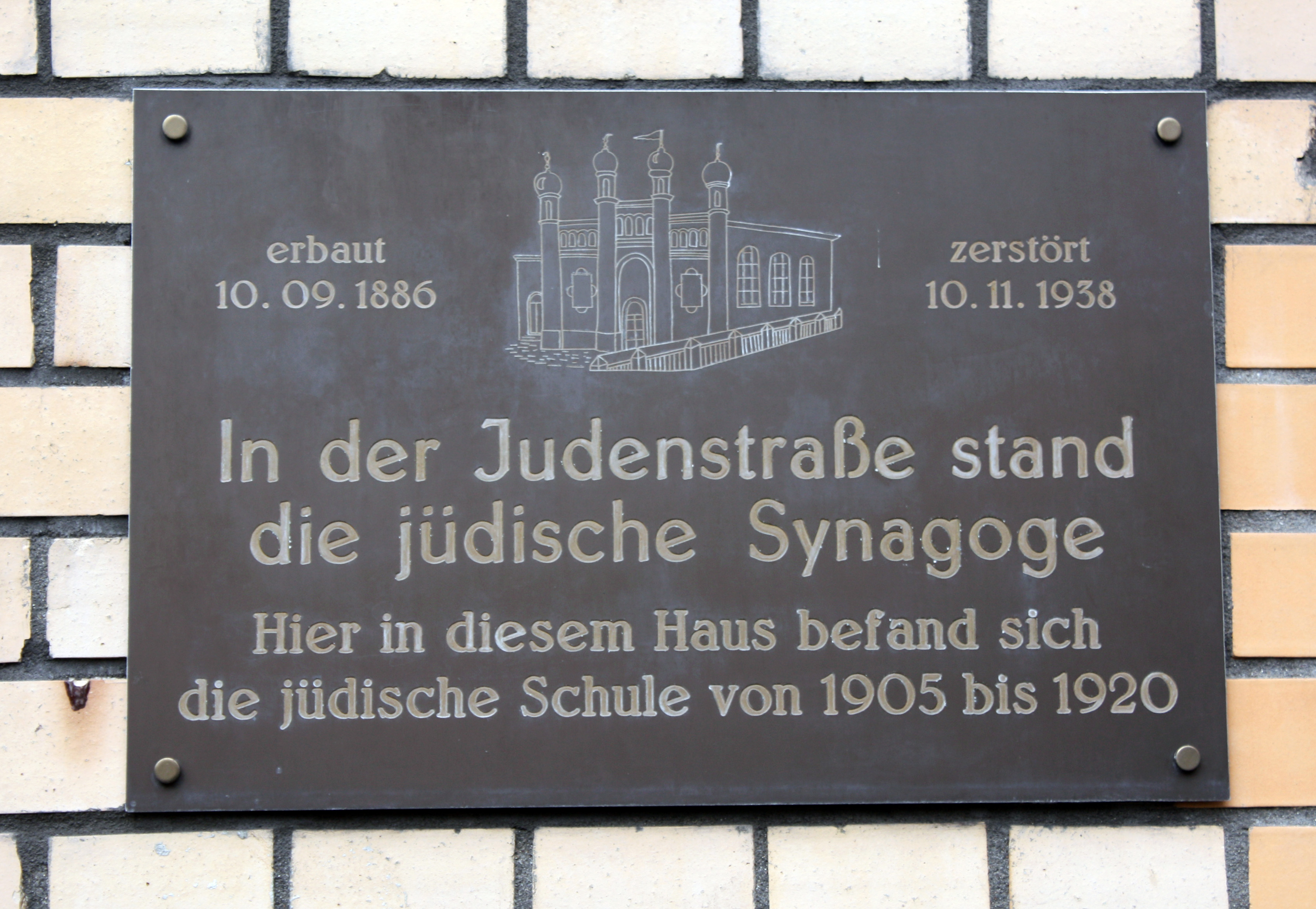
Infotafel an der ehemaligen jüdischen Schule
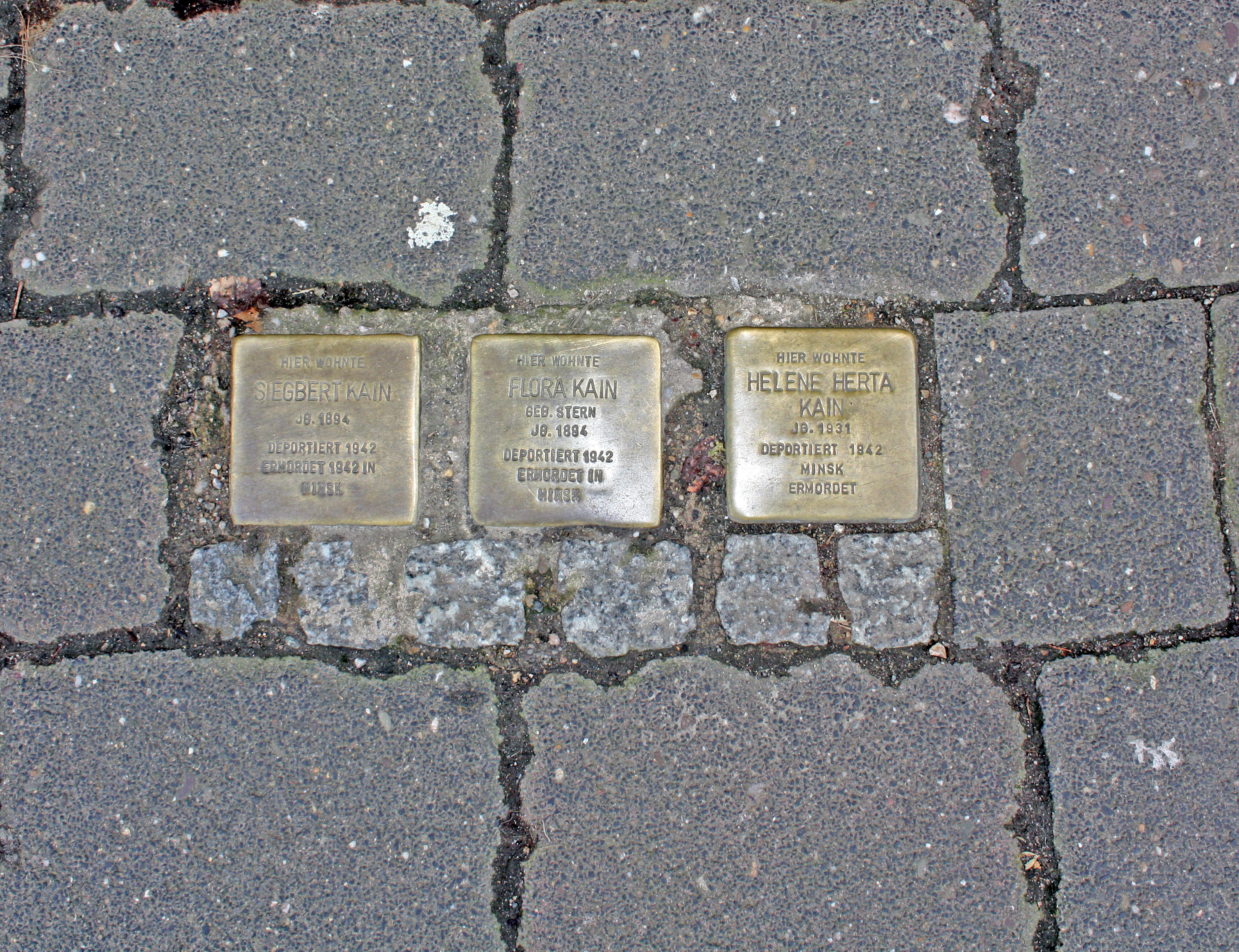
„Stolpersteine“ in Liblar
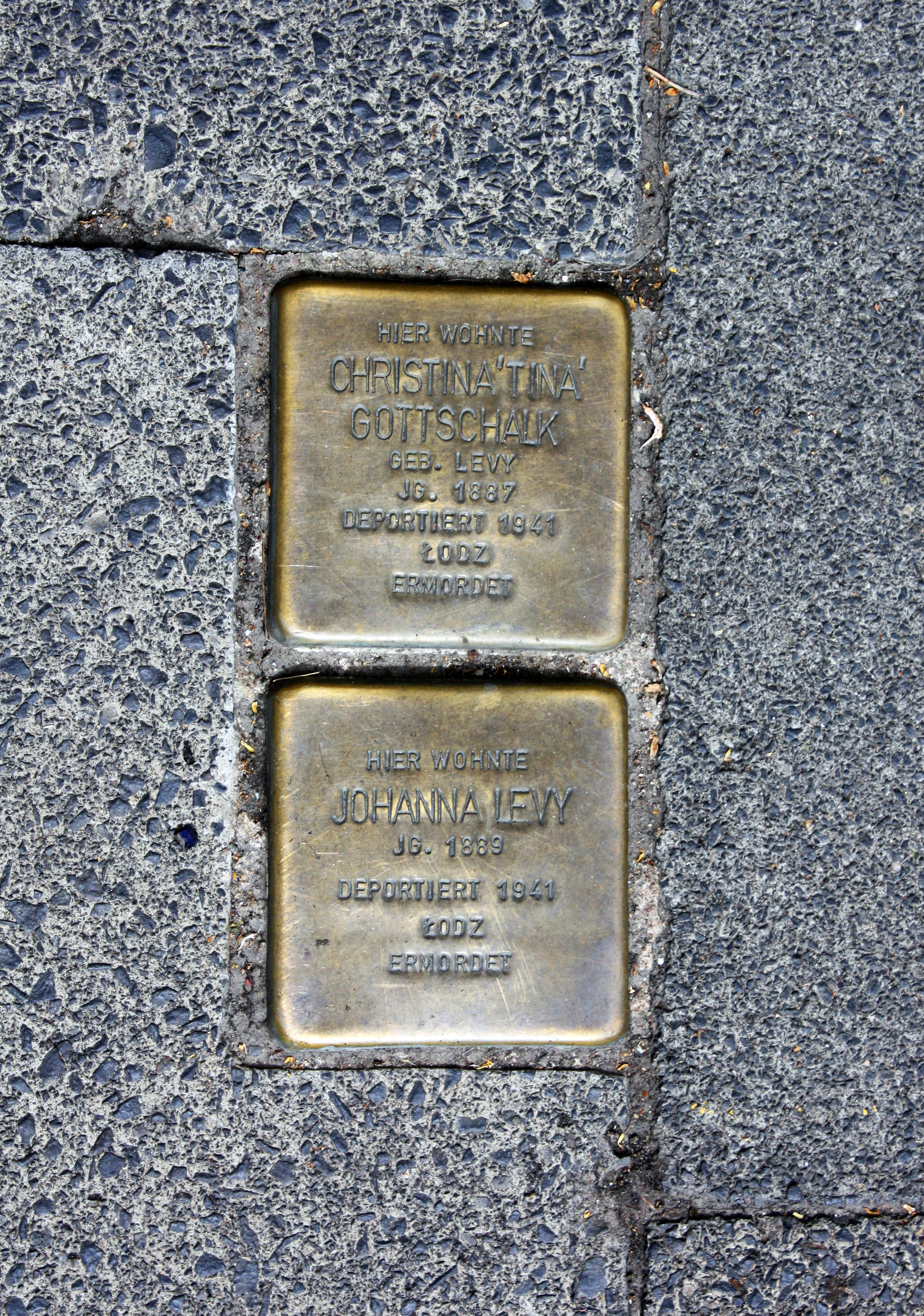
„Stolpersteine“, Carl-Schurz-Straße Liblar

In Lechenich wurden an einigen Gebäuden Gedenktafeln angebracht, die an das Schicksal ehemaliger jüdischer Mitbürger erinnern sollen. So erhielt die frühere jüdische Schule Lechenichs auf Veranlassung der Stadtverwaltung im Jahr 1983 eine Tafel mit Informationen zu der auf dem benachbarten Grundstück gelegenen 1938 zerstörten Synagoge. Das ehemalige Wohnhaus der Familie Baum in der Raiffeisenstraße erhielt 2005 ebenfalls eine solche Tafel der Erinnerung (Spende eines Geldinstitutes). Im Rahmen eines ökumenischen Projektes, unterstützt durch private Spenden, wurden in den Jahren 2006, 2007 und 2008 vor weiteren damaligen Wohnstätten deportierter und ermordeter jüdischer Familien nach einer Idee des Künstlers Gunter Demnig so genannte Stolpersteine in den Bürgersteig eingesetzt. Es handelt sich dabei um kleine quadratischen Messingplatten, die mit den Daten der betroffenen Personen versehen wurden und damit an das Schicksal dieser Menschen erinnern, die hier zur damaligen Zeit spurlos verschwanden und aus den Vernichtungslagern nicht zurückkehrten.
Auch in Liblar ließ die evangelische Kirchengemeinde auf Initiative eines ihrer Mitglieder, unterstützt von den katholischen Gemeinden und privaten Spendern, im Sommer 2009 an entsprechenden Stellen Stolpersteine zur Erinnerung einsetzen.

## Relikte der jüdischen Gemeinde

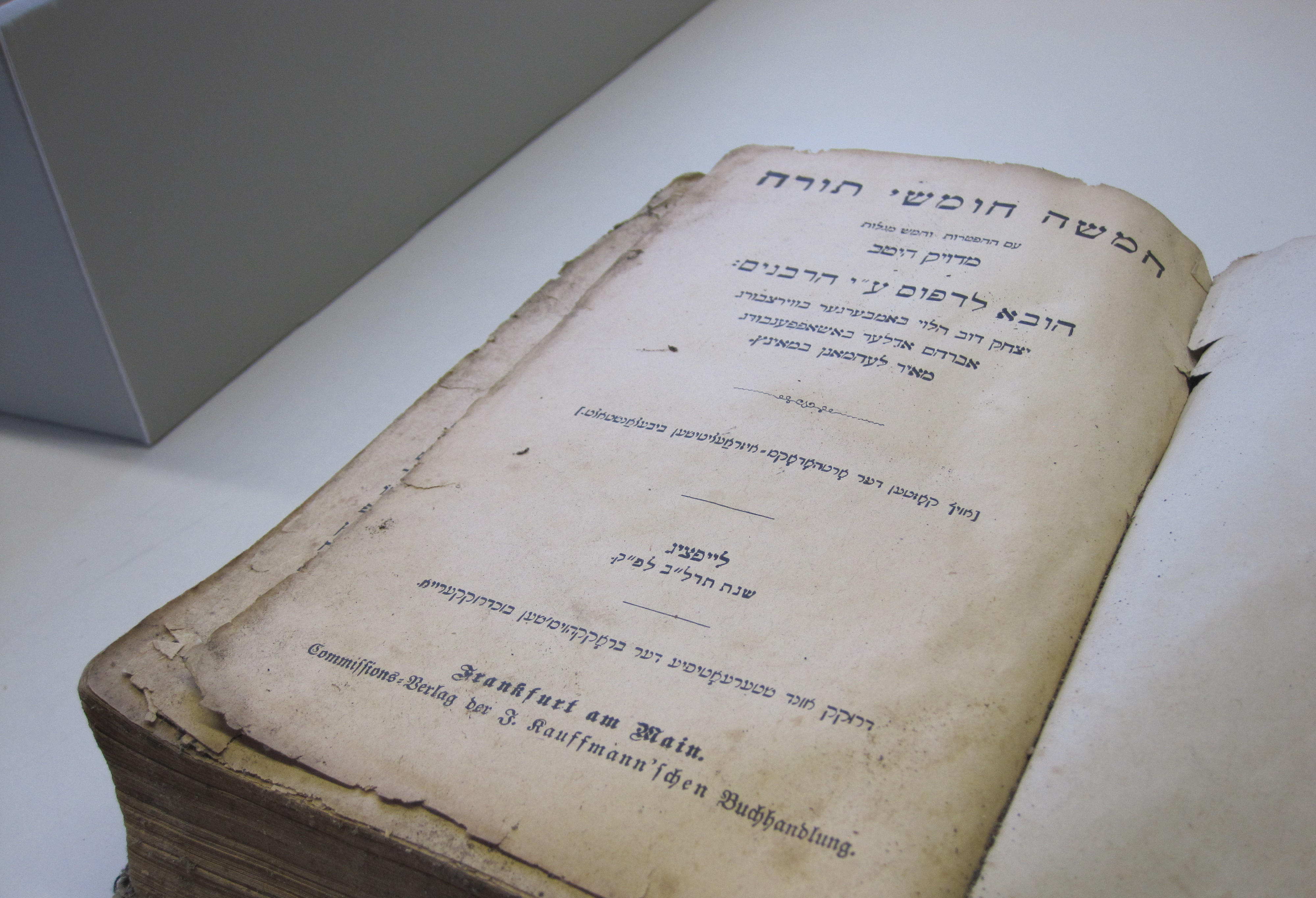
Chumasch (gedruckt 1872) aus der 2014 entdeckten Geniza

Bei Umbauarbeiten eines Geschäftshauses in der Schloßstraße, das von 1896 bis 1938 jüdischen Familien gehörte, entdeckten Arbeiter 2014 beim Durchbruch einer Wand eine Geniza. Bei den in einer Mauernische gefundenen und sichergestellten Objekten handelt es sich vorwiegend um nicht mehr benutzte Gebetbücher der jüdischen Liturgie, teils in hebräischer, teils in deutscher Sprache. Die Bücher, die aus der zweiten Hälfte des 19. Jahrhunderts stammen, sind teilweise mit handschriftlichen Notizen versehen. Ferner befand sich dort ein Stab, der vermutlich zu einer Fahne gehörte. Aber auch persönliche Dinge wie ein Ansichtskartenalbum fanden sich in dem Versteck, das die Familie Schwarz vermutlich kurz vor ihrer Zwangsumsiedlung im Juni 1941 nach Gymnich angelegt hat. Am 25. Juli 1942 wurde die Familie nach Theresienstadt deportiert.
Der seltene Fund soll nach einer Begutachtung durch eine Mitarbeiterin des Instituts für Landeskunde und Regionalgeschichte des LVR wissenschaftlich untersucht werden.

## Friedhöfe

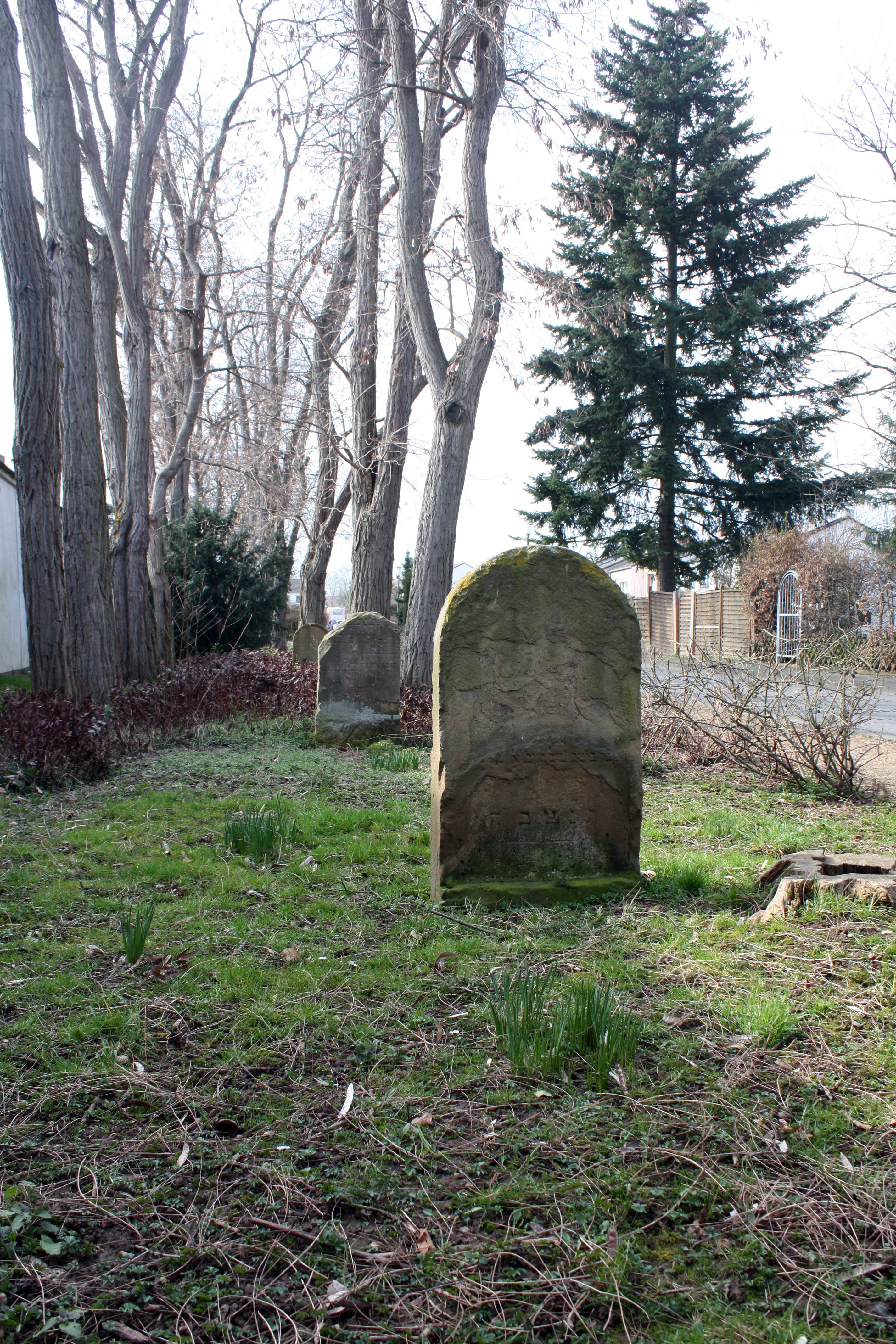
Am Weltersmühlenweg

Der alte jüdische Friedhof an der Schleifmühle war um 1890 voll belegt, jüdische Gräber sind nicht zeitlich begrenzt, deshalb wurde ein neuer Friedhof notwendig. Am westlichen Zugang befindet sich an dem nicht eingefriedeten Gelände ein Gedenkstein.
Der neue Friedhof am Römerhofweg wurde 1892 eröffnet. 1940 fand hier die letzte Beerdigung statt. 1942 kaufte ein Gärtner den neben seiner Gärtnerei gelegenen Friedhof und baute dort Gemüse an. 1947 wurde der Friedhof nach einer Bestimmung der britischen Militärregierung, dass jüdische Friedhöfe ohne Kostenerstattung an die jüdischen Gemeinden zurückgegeben werden müssten, an die jüdische Gemeinde Köln abgegeben. Die noch vorhandenen 31 Grabsteine wurden wieder aufgestellt.